# Replay (canção de Zendaya)
"Replay" é uma canção da cantora e compositora norte-americana Zendaya, gravada para o seu álbum de estréia epônimo Zendaya. Foi escrita pela própria com Mick Schultz, Tiffany Fred, Paul Shelton, sendo produzida por Schultz. A faixa foi lançada 16 de julho de 2013, servindo como primeiro single do disco, através da Hollywood Records.

## Composição e lançamento
"Replay" tem um comprimento total de três minutos e 29 segundos. Musicalmente, "Replay" é uma canção pop composta nos gêneros de electro, R&B e Glitch, com algumas influências de dubstep. Os vocais de Zendaya na canção expande duas oitavas da nota baixa de E3 para a nota alta de E5. A canção foi composta por Tiffany Fred e Paul "Phamous" Shelton.
Em entrevista Zendaya disse: "É uma música muito especial. Eu acho que é muito diferente e inesperado para mim porque eu sinto que ele está em um nível mais alto de produção sábio", Zendaya também disse. "É uma daquelas músicas que está criando a sua própria pista ou gênero. Eu não acho que é pop, eu não acho que é hip hop, eu não acho que é R&B, disse ela em entrevista à Radio Disney. Zendaya pensa que o single não é uma música de pop básico, mas tem um toque urbano a ele.

## Recepção da crítica
O PopCrush disse: "O refrâo vai ficar preso na sua cabeça, quer você goste ou não, e com razão:. É incrivelmente simples" Sim / Eu quero colocar esta canção no repetição / Eu posso ouvi-la durante todo o dia / Eu posso ouvi-lo durante todo o dia. O single estreou no número #77 na Billboard Hot 100 e chegou ao número 40 a partir de setembro de 2013. Ele também chegou ao número #3 na Hot Dance Club Songs.

## Videoclipe
O vídeo da canção foi gravado em 1 de junho de 2013 em Los Angeles e dirigido por Colin Tilley. A dança é coreografada por Ian Eastwood. O videoclipe estreou no Disney Channel em 15 de agosto de 2013 e mais tarde naquele dia no canal oficial de Zendaya no VEVO. O vídeo alcançou a posição #5 na iTunes Music Video Charts. O vídeo da música tem mais de 168 milhões de visualizações a partir de 26 de julho de 2018.

## Desempenho nas tabelas musicais
| Posições (2013)                              | Melhor posição |
| -------------------------------------------- | -------------- |
| Austrália - ARIA                             | 17             |
| Canadá (Canadian Hot 100)                    | 83             |
| Estados Unidos (Billboard Hot 100)           | 40             |
| Estados Unidos (Billboard Mainstream Top 40) | 20             |
| Estados Unidos (Billboard Dance Club Songs)  | 3              |
| Nova Zelândia (Recorded Music NZ)            | 18             |

### Vendas e certificações
| País                  | Certificação | Vendas      |
| --------------------- | ------------ | ----------- |
| Estados Unidos - RIAA | Platina      | + 1.000.000 |